# Trasplante (botánica)

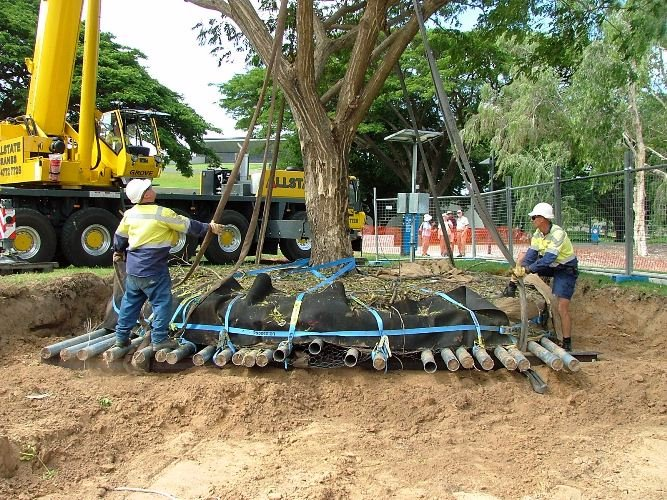
Trasplante de árbol en Australia

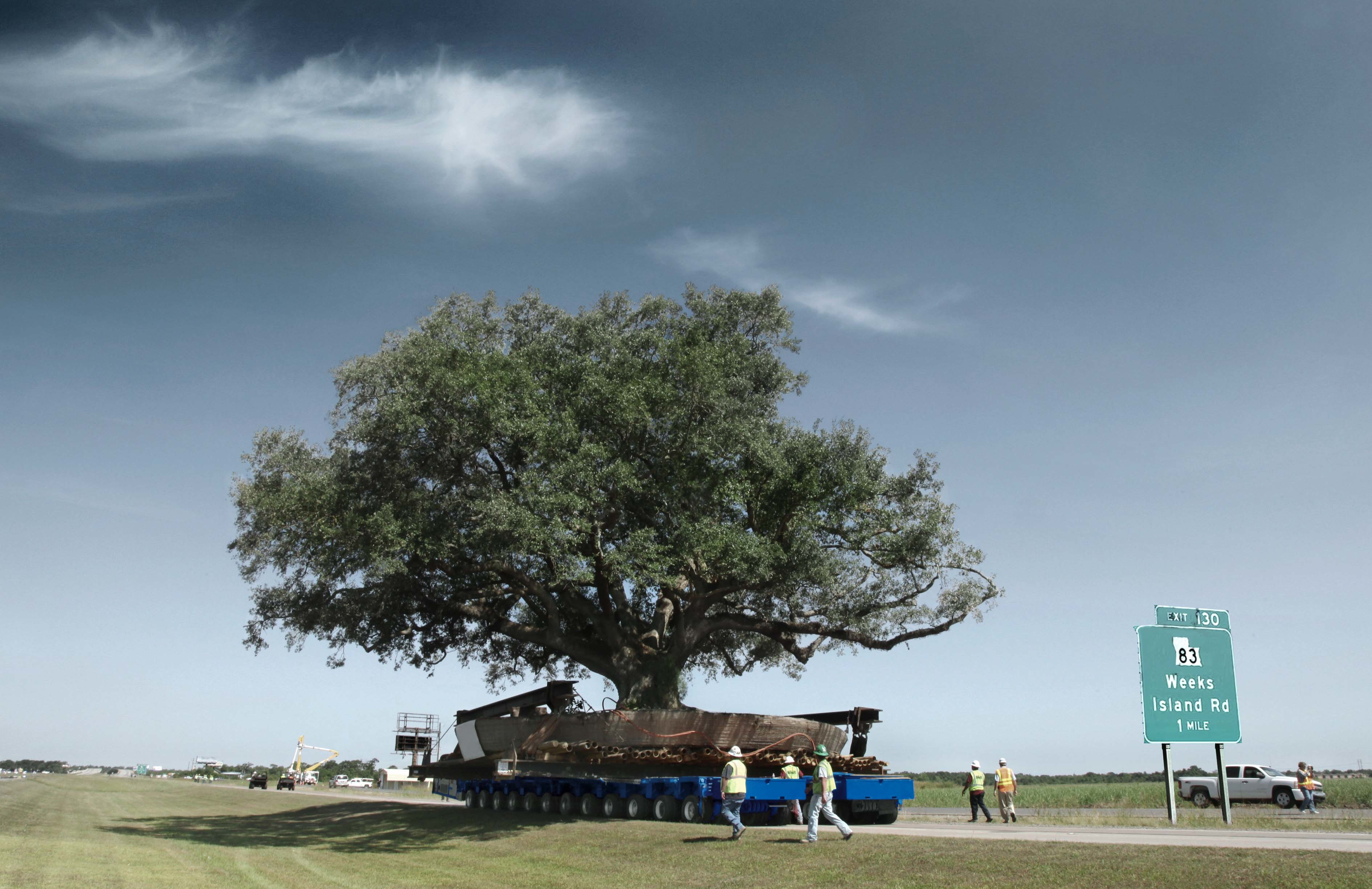
Árbol trasladado por un remolque, listo para el trasplante

Es una técnica agronómica muy antigua que, junto con el semillero o almácigo y el vivero, sirve para la reproducción y propagación de las plantas por medio de semillas (propagación sexual), como alternativa a la siembra directa de éstas así como a la propagación asexual o clonal de las plantas o propagación vegetativa que es la realizada por medio de tejidos vegetales (bulbos, rizomas, estolones, tubérculos o esquejes e injertos).
Se usa particularmente en horticultura, fruticultura , jardinería y en reforestación.

## Especies usadas
La propagación sexual es la forma natural de las plantas productoras de semillas como las  hortalizas, árboles frutales, plantas ornamentales, plantas anuales, bianuales o perennes. El método mediante semilleros y  trasplante se usa en aquellas especies que en sus etapas iniciales de germinación requieren mayor cuidado así como en aquellos lugares que por el clima  la germinación debe ser protegida y controlada para un mejor rendimiento agrícola.

## Objetivo
El  trasplante es una técnica ligada al uso de semilleros y viveros que se usa para disminuir la competencia que existe en la siembra (por ejemplo con malezas); aumentar el espacio vital entre las plantas jóvenes; desarrollar las raíces (particularmente las raicillas más finas), una vez que la raíz principal se ha formado después de la germinación; favorecer el acceso a los elementos nutritivos; formar muchas ramificaciones radiculares es decir la formación de raíces en sentido horizontal, pues el crecimiento en altura está disminuido, y posibilitar el transporte y acomodamiento en su lugar.

## Técnica
El trasplante se efectúa rápidamente después de la germinación, en cuanto se desarrollan algunas hojas o agujas. Se recomienda que es preferible realizarlo prematuramente, pues así se garantiza una buena recuperación y se elimina la posibilidad de la detención pasajera del crecimiento (crisis del trasplante); también ayuda a colocar verticalmente a la joven raíz en la tierra sin encorvarla y sin que se dañen las raicillas.
Las plántulas se trasplantan a camas o envases dos o tres semanas después de la germinación, aunque el tiempo puede variar hasta cinco semanas, dependiendo de la especie. Como regla general, esto se debe realizar cuando la plántula se está desarrollando a expensas de los cotiledones u hojas cotiledonarias y las raicillas laterales no se han desarrollado, pues una vez que aparecen las hojas verdaderas y raíces laterales el trasplante puede resultar perjudicial para ellas.